# Spokane Veterans Memorial Arena
 (juillet 2021).
Si vous disposez d'ouvrages ou d'articles de référence ou si vous connaissez des sites web de qualité traitant du thème abordé ici, merci de compléter l'article en donnant les références utiles à sa vérifiabilité et en les liant à la section « Notes et références ».
La Spokane Veterans Memorial Arena (Spokane Arena) est une salle omnisports située à Spokane dans l'État de Washington.

## Histoire
Il est établi sur un terrain donné à la ville par Emma Rue, fille du philanthrope David P. Jenkins, qui y fait ériger un Coliseum dans les années 1880. Ce Coliseum donnera naissance au Spokane Veterans Memorial Arena.
La salle est également régulièrement l'hôte des premiers tours des tournois NCAA de basket-ball : 2003, 2007, 2010, 2014, et 2016
La salle accueille le Skate America 2002, du 23 au 27 octobre 2002.